# Urophora iani
Urophora iani
 es una especie de insecto del género Urophora de la familia Tephritidae del orden Diptera. 
Valery Korneyev y Merz lo describieron científicamente por primera vez en el año 1998.